# فرد تايلور (دراج)
فرد تايلور (بالإنجليزية: Fred Taylor)‏ هو دراج أمريكي، ولد في 8 مارس 1890 في نيوآرك في الولايات المتحدة، وتوفي في يناير 1968.

## وصلات خارجية
- فرد تايلور على موقع أرشيف الدراجات (الإنجليزية)
- فرد تايلور على موقع أوليمبيديا (الإنجليزية)